# Magnus Olavi Lehnberg
Magnus Olavi Lehnberg, född 1665 i Flistads socken, död 20 november 1735 i Vimmerby, var en svensk präst.

## Biografi
Lehnberg föddes 1665 på Lekslätt i Flistads socken. Han var son till bonden Olof. Lehnberg blev 1688 student vid Uppsala universitet. Han blev musikstipendiat 1692 som bassångare. 1695 blev han kollega vid skolan i Linköping och 1697 även subkantor. 1699 blev han apologist i staden. Lehnberg prästvigdes 8 maj 1701 och blev samma år bataljonspredikant vid Östgöta infanteri. Han deltog som regementspastor i kriget med Polen 1703. Lehnberg alved 4 januari 1705 kyrkoherde i Vimmerby församling. 28 november 1716 blev han kontraktsprost i Tunaläns och Sevede kontrakt. Lehnberg avled 20 november 1735 i Vimmerby.

### Familj
Lehnberg gifte sig 24 april 1706 med Elsa Broms (1687-1751). Hon var dotter till lektorn Petrus Broms i Linköping. De fick tillsammans barnen Magnus (1707-1754), Anna, Olof (1709-1771), Brita (1711-1711), Johan (1712-1732),  Catharina, Carl (1715-1715),  Margareta (1716-1735), Petrus (1718-1791), Helena (1719-1719), Maria (1720-1720), Christina (1721-1777), Samuel (1724-1729) och Carl (1725-1768).